# Ruisseau de l'Ile
Le ruisseau de l'Ile est une rivière française qui coule dans le département de la Gironde. C'est un affluent de la Leyre. 

## Géographie
De 11 km de longueur, le ruisseau de l'Ile prend sa source dans les Landes de Gascogne et coule entièrement sur la commune de Mios et conflue juste à l'amont du village, dans le département de la Gironde.

## Principaux affluents
Il reçoit six petits affluents.

## Commune traversée
- Département de la Gironde : Mios.